# Schönau im Schwarzwald
Schönau im Schwarzwald ist eine Stadt im Landkreis Lörrach in Baden-Württemberg.

## Geographie

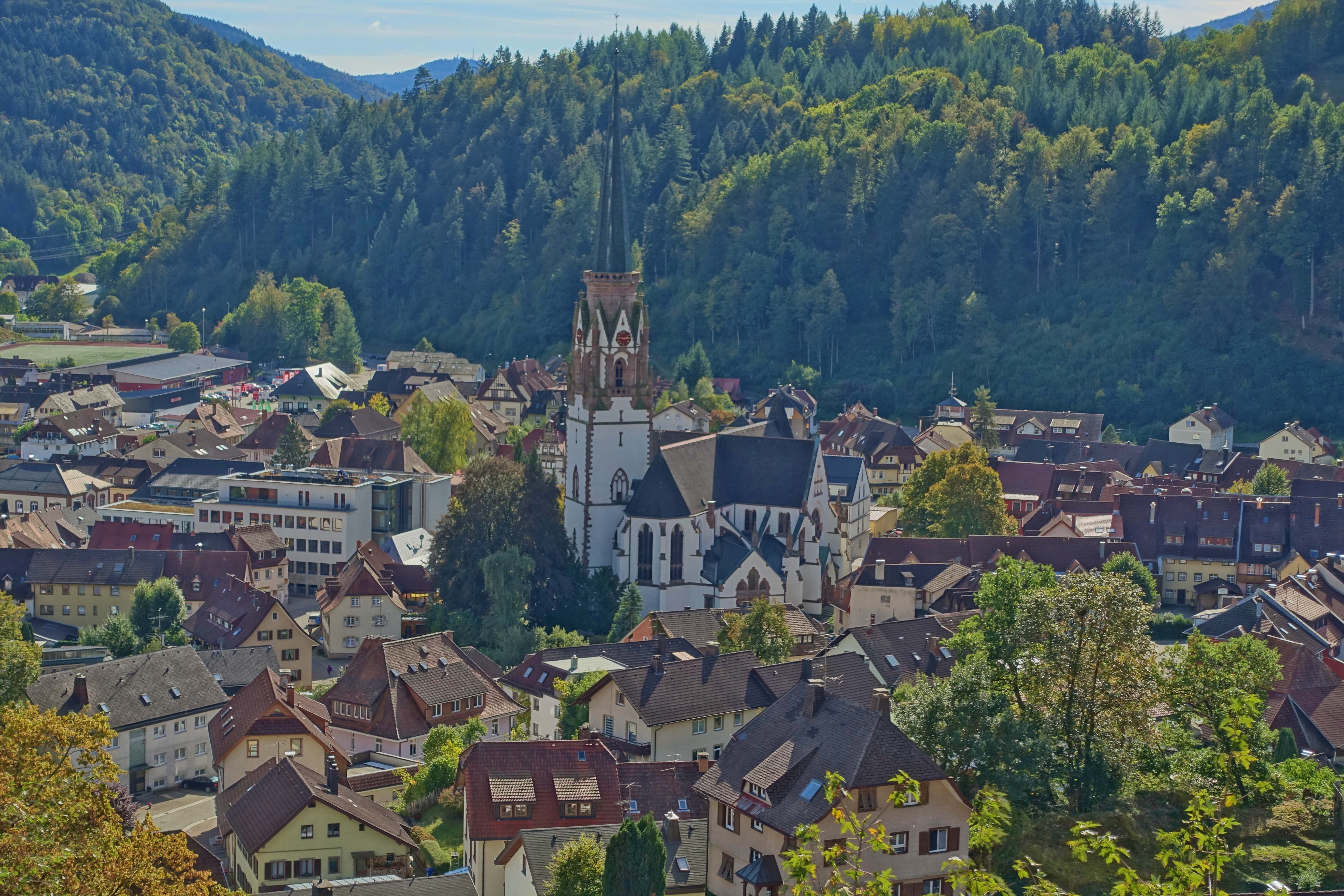
Schönau im Wiesental – Zentrum

### Geographische Lage
Der staatlich anerkannte Luftkurort Schönau im Schwarzwald liegt im oberen Wiesental am Oberlauf der Großen Wiese, umgeben von den Erhebungen des südlichen Schwarzwaldes, in 517 bis 1309 Meter Höhe.
Mehr als 80 Prozent der Fläche sind von Wald bedeckt.
Nach Osten führt die L131 über den Hau in die Nachbargemeinde Neuenweg ins Kleine Wiesental. Über Schönenberg gelangt man ebenfalls westwärts auf die Untere Stuhlsebene, einer weiteren Passverbindung. Über den kleinen Pass Tiergrüble und dem Weißenbachsattel gibt es zwischen Schönau und dem östlich gelegenen Todtmoos eine Verbindungsstraße.

### Nachbargemeinden
Im Uhrzeigersinn (von Norden beginnend): Aitern, Utzenfeld, Todtnau, Tunau, Wembach, Fröhnd und Schönenberg.

### Stadtgliederung
Zu Schönau im Schwarzwald gehören die Stadt Schönau im Schwarzwald und die Gemeindeteile Brand und Schönenbuchen. Östlich der Stadtgemarkung gehören zum Gebiet von Schönau noch sieben Waldexklaven. Der höchste Punkt des Gebietes liegt auf dem Blößling (1309 m ü. NHN), welches sich im Exklavegebiet gehört. Der höchste Punkt in der Kerngemarkung ist das Tiergrüble bei 1068 m ü. NHN.

## Geschichte
Schönau wurde im Jahre 1113 erstmals urkundlich erwähnt. Der Ort und das umliegende Gebiet gehörten einer Erbengemeinschaft, zu der unter anderem die Herren von Eichstetten, Waldeck und Wehr gehörten. Durch Schenkungen kam das Gebiet zum Kloster St. Blasien und damit zu Vorderösterreich. 1805 kam Schönau zum neu geschaffenen Großherzogtum Baden. 1809 erlangte Schönau die Stadtrechte, welche ihr 1936 aberkannt und 1950 wieder gewährt wurden.

## Religionen

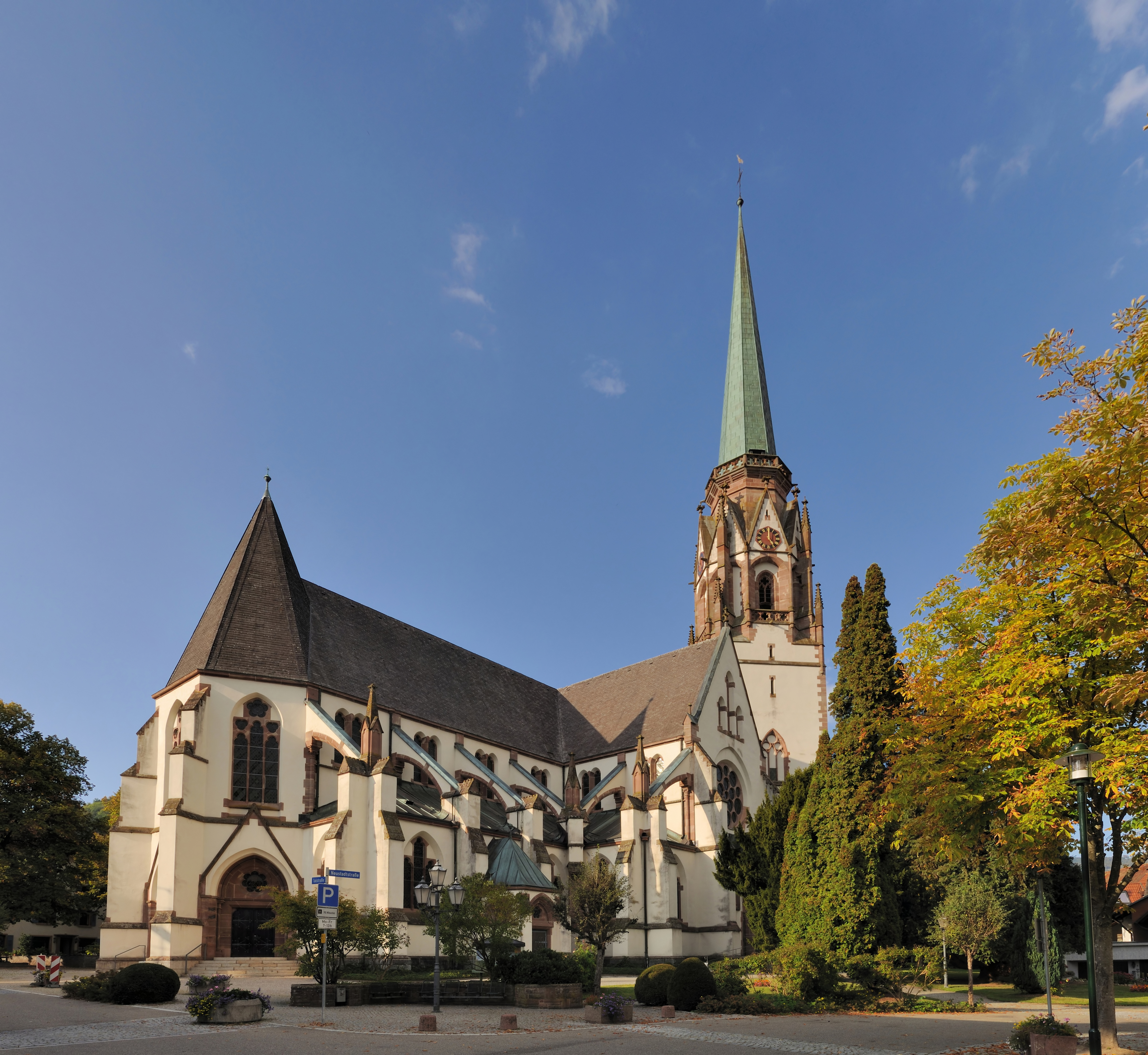
Katholische Pfarrkirche Mariä Himmelfahrt
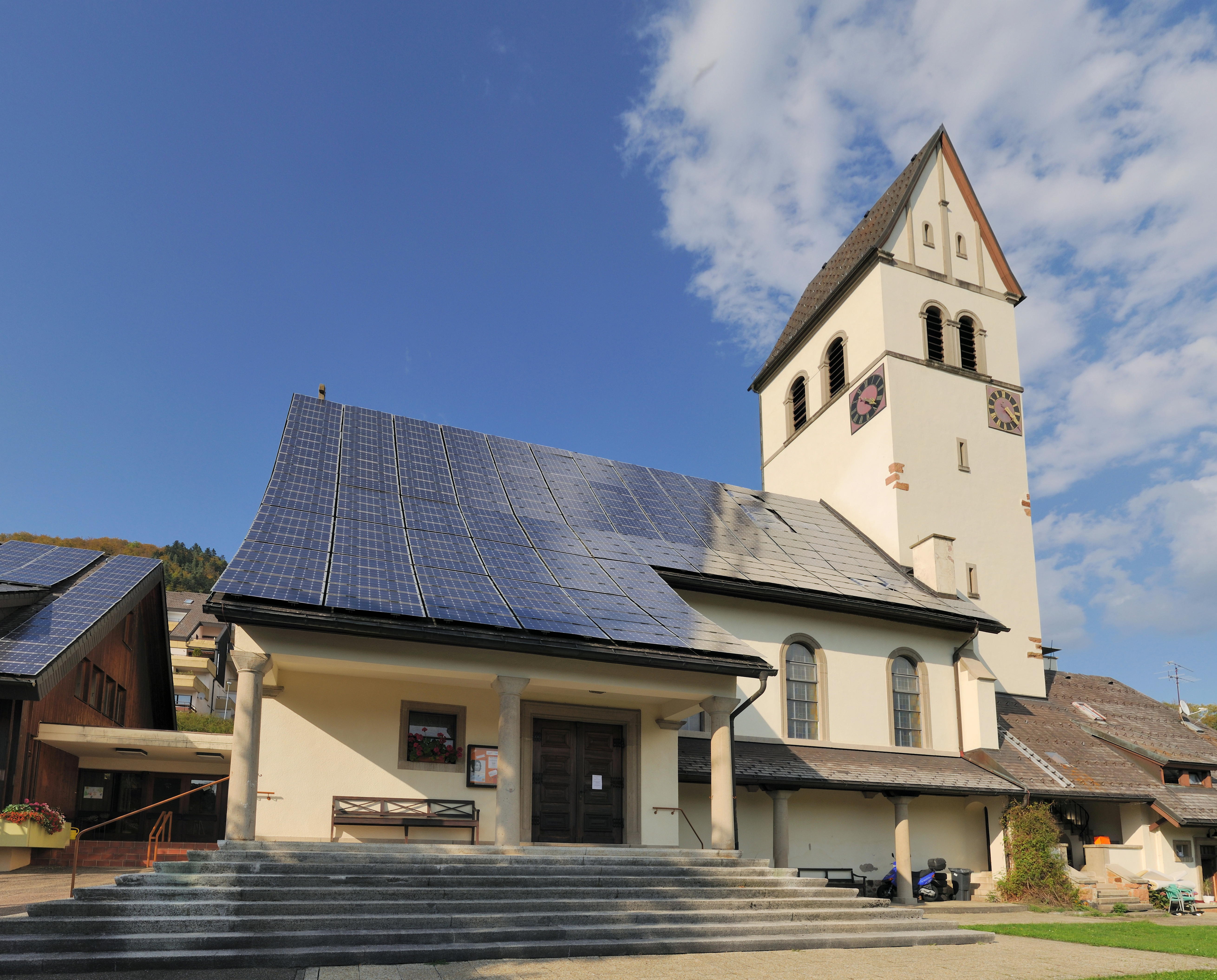
Evangelische Bergkirche
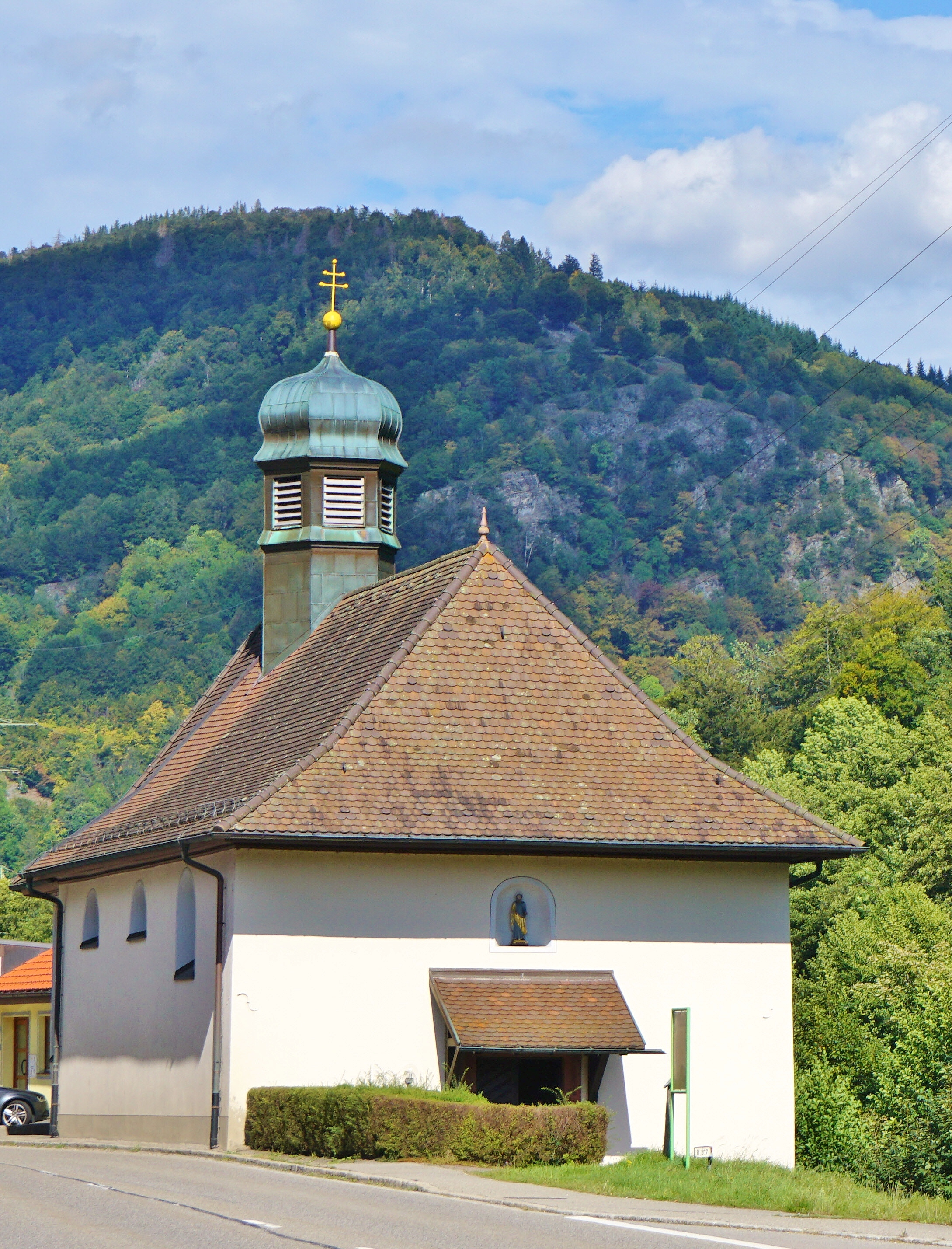
Kapelle in Schönau-Schönenbuchen

In Schönau gibt es sowohl eine römisch-katholische als auch eine evangelische Kirchengemeinde.

## Politik

### Verwaltungsverband
Die Stadt ist Sitz des Gemeindeverwaltungsverbandes Schönau im Schwarzwald, dem die Gemeinden Aitern, Böllen, Fröhnd, Schönau im Schwarzwald, Schönenberg, Tunau, Utzenfeld, Wembach und Wieden angehören.

### Gemeinderat
Der Gemeinderat in Schönau im Schwarzwald besteht aus den gewählten 12 ehrenamtlichen Gemeinderäten und dem Bürgermeister als Vorsitzendem. Der Bürgermeister ist im Gemeinderat stimmberechtigt. Bei der Kommunalwahl am 9. Juni 2024 führte zu folgendem Endergebnis:
| Parteien und Wählergemeinschaften | Parteien und Wählergemeinschaften           | % 2024 | Sitze 2024 | % 2019 | Sitze 2019 | Kommunalwahl 2024 %50403020100 44,2 %31,3 %24,5 % FWCDUSPDGewinne und Verlusteim Vergleich zu 2019 %p 8 6 4 2 0 −2 −4 −6 −8+6,7 %p−7,0 %p+0,3 %pFWCDUSPD |
| FW                                | Freie Wählervereinigung Schönau e. V.       | 44,2   | 5          | 37,5   | 4          | Kommunalwahl 2024 %50403020100 44,2 %31,3 %24,5 % FWCDUSPDGewinne und Verlusteim Vergleich zu 2019 %p 8 6 4 2 0 −2 −4 −6 −8+6,7 %p−7,0 %p+0,3 %pFWCDUSPD |
| CDU                               | Christlich Demokratische Union Deutschlands | 31,3   | 4          | 38,3   | 5          | Kommunalwahl 2024 %50403020100 44,2 %31,3 %24,5 % FWCDUSPDGewinne und Verlusteim Vergleich zu 2019 %p 8 6 4 2 0 −2 −4 −6 −8+6,7 %p−7,0 %p+0,3 %pFWCDUSPD |
| SPD                               | Sozialdemokratische Partei Deutschlands     | 24,5   | 3          | 24,2   | 3          | Kommunalwahl 2024 %50403020100 44,2 %31,3 %24,5 % FWCDUSPDGewinne und Verlusteim Vergleich zu 2019 %p 8 6 4 2 0 −2 −4 −6 −8+6,7 %p−7,0 %p+0,3 %pFWCDUSPD |
| gesamt                            | gesamt                                      | 100,0  | 12         | 100,0  | 12         | Kommunalwahl 2024 %50403020100 44,2 %31,3 %24,5 % FWCDUSPDGewinne und Verlusteim Vergleich zu 2019 %p 8 6 4 2 0 −2 −4 −6 −8+6,7 %p−7,0 %p+0,3 %pFWCDUSPD |
| Wahlbeteiligung                   | Wahlbeteiligung                             | 64,6 % | 64,6 %     | 63,1 % | 63,1 %     | Kommunalwahl 2024 %50403020100 44,2 %31,3 %24,5 % FWCDUSPDGewinne und Verlusteim Vergleich zu 2019 %p 8 6 4 2 0 −2 −4 −6 −8+6,7 %p−7,0 %p+0,3 %pFWCDUSPD |

### Bürgermeister
| - 1809–1813: Thoma - 1814–1821: Wetzel - 1821–1828: Stib - 1828–1832: Dietsche - 1833–1835: Schlageter - 1835–1836: Kaiser - 1836–1844: Bonifaz Stib - 1844–1865: Eduard Böhler - 1865–1880: Josef Köpfer - 1880–1883: Ludwig Weis - 1883–1894: Ferdinand Steiger - 1894–1902: Albert Ruch - 1902–1909: Emil Kappeler | - 1909–1913: Rudolf Vogel - 1913–1914: Adolf Fränznick - 1914–1919: Rudolf Vogel - 1919–1921: Adolf Engesser - 1922–1925: Hubert Pfeiffer - 1925–1935: Georg Walter - 1935–1945: Friedrich Schöni - 1945–1946: Albert Gutmann - 1946–1956: Karl Zimmermann - 1957–1977: Ludwig Morath (FWV) - 1977–1993: Richard Böhler (CDU) - 1993–2012: Bernhard Seger (CDU) - seit 1. Oktober 2012: Peter Schelshorn (CDU). Der Bankfachwirt wurde am 8. Juli 2012 mit 56,2 % der Stimmen gewählt und am 5. Juli 2020 mit 93,4 % wiedergewählt. |

### Wappen
Seit 1898 führt die Gemeinde das vom Generallandesarchiv Karlsruhe entworfene Wappen im Siegel. Die Blasonierung des Wappens lautet: „In gespaltenem Schild vorn das österreichische Wappen, hinten in Blau ein steigender goldener Hirsch.“ Diese Symbole erinnern an die vorderösterreichische Landesherrschaft und die Grundherrschaft des Klosters Sankt Blasien. Seit dem 14. Jahrhundert sind hiervon abweichende Wappenformen mit dem österreichischen Bindenschild und einem Abtstab überliefert.

### Städtepartnerschaften
Die Stadt Schönau unterhält partnerschaftliche Beziehungen zu Villersexel im Département Haute-Saône in Frankreich seit 1974.

## Sehenswertes im Ort und Umgebung
Zentraler Stadtplatz
mit schöner Rathausfassade und dem dominierenden Bauwerk der katholischen Stadtkirche
Alte Gerichtslinde
Die alte Gerichtslinde ist eine unauffällige, als Naturdenkmal ausgewiesene Sommerlinde mit etagenförmig angeordneten Ästen. Sie steht in der Talstraße am ehemaligen Gerichtsplatz neben der Kirche und ist von einer umlaufenden Bank umfriedet. Ihr Alter wird mit ca. 400 Jahren angegeben. Laut angebrachtem Schild wurde unter ihr am 18. Oktober 1737 das letzte Todesurteil verhängt.
Heimatmuseum Klösterle
Das vermutlich um 1780 erstellte Gebäude war ursprünglich eine Gerberei. Danach diente es den Schulschwestern des Ordens „Barmherzige Schwestern vom Hl. Kreuz“ als Wohnung – daher der Name Klösterle. Nach umfänglichen Sanierungsarbeiten beherbergt das Baudenkmal seit 1988 das örtliche Heimatmuseum.
Der Belchen
Der Belchen ist mit 1414 Metern die vierthöchste Erhebung im Schwarzwald und gilt als „Panoramaberg des Schwarzwalds“. Durch seine Nähe zu Schönau ist er ein beliebtes Ausflugsziel. Seine baumfreie Bergkuppe wurde für den Autoverkehr gesperrt und ist nun durch eine Gondel-Seilbahn erreichbar. Zu deren Talstation wurde eine Buslinie von Schönau aus eingerichtet.

## Wirtschaft und Infrastruktur

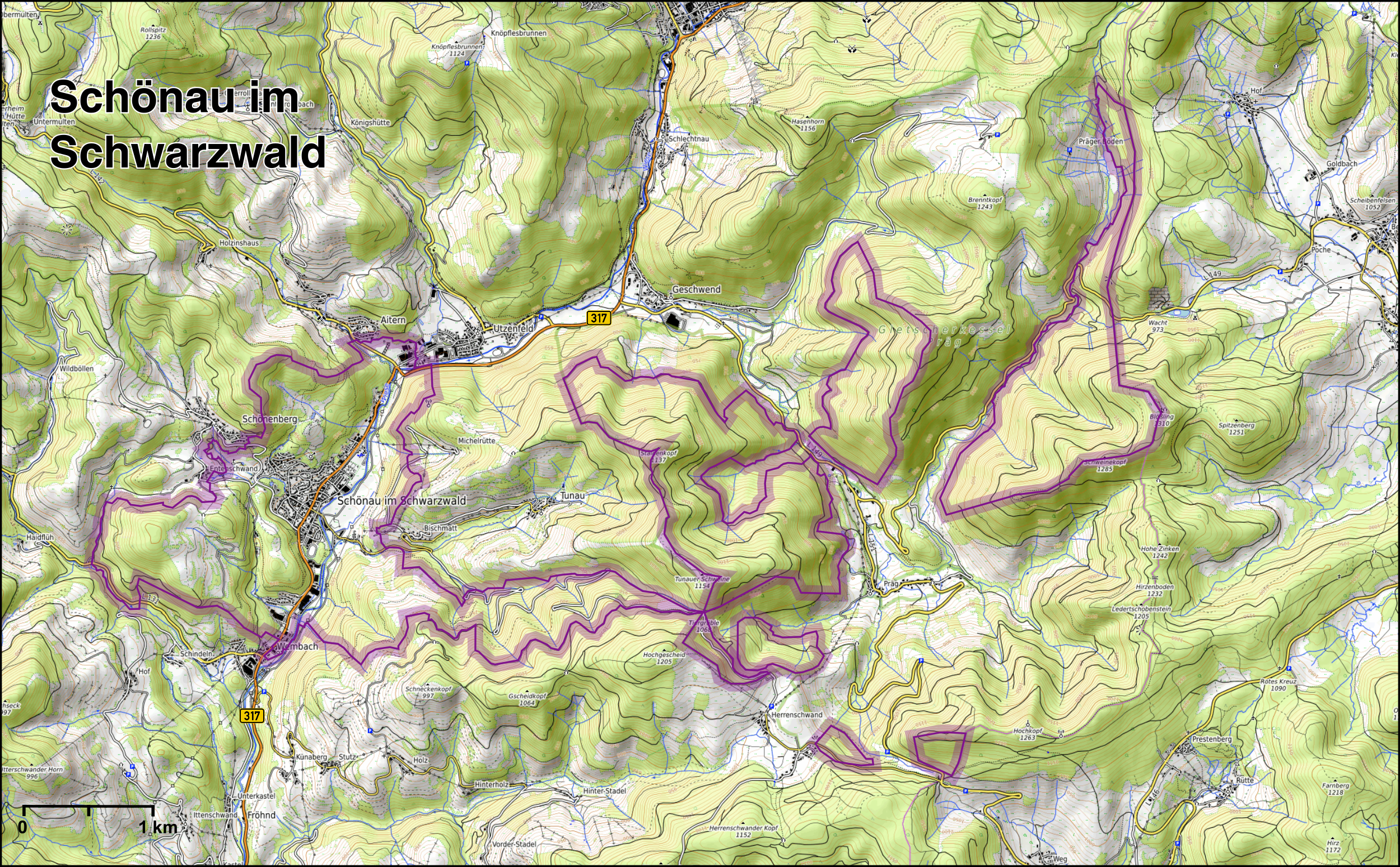
Gemarkungsgrenzen von Schönau im Schwarzwald mit seinen sieben östlichen Exklaven

### Verkehr
Schönau ist durch die Bundesstraße 317 (Weil am Rhein – Titisee-Neustadt) mit dem überregionalen Straßennetz verknüpft. Die Stadt war von 1889 bis 1966 durch die Bahnstrecke Zell im Wiesental–Todtnau, eine Schmalspurbahn, an das überregionale Schienennetz angebunden. Über Herrenschwand erreicht man über eine schmale Passstraße den Weißenbachsattel und damit auch Todtmoos im benachbarten Landkreis Waldshut.
Östlich von Schönau führt der 54 Kilometer lange Wiesental Radweg, der von Todtnau kommend quer durch den Landkreis Lörrach bis nach Basel führt.

### Ansässige Unternehmen
Lange Tradition hat in Schönau die Herstellung von Bürsten. In direkter Nachbarschaft zum Standort der führenden Bürstenmaschinenhersteller Boucherie/Ebser/Zahoransky in Todtnau, hatte sich bereits im 19. Jahrhundert eine Bürstenindustrie in Schönau entwickelt. Heute fertigen zwei Unternehmen Bürsten in Schönau:
- Sunstar Interbros GmbH, über die Mutterfirma Sunstar Suisse eine indirekte Tochterfirma der japanischen Sunstar Inc.: Zahnbürsten und Interdentalbürsten
- Frank Bürsten GmbH: Schuhbürsten und technische Bürsten.

Deutschlandweit bekannt wurde Schönau durch seine „Stromrebellen“ in den 1980er-Jahren. Die Bürgerinitiative begann nach der Nuklearkatastrophe von Tschernobyl, sich energiepolitisch zu engagieren. Im Juli 1997 übernahm schließlich – erstmals in der Geschichte der Bundesrepublik – eine Gruppe von Bürgern (und anderen) die Stromversorgung der Gemeinde, indem sie das Netz vom damaligen Energieversorger Kraftwerke Rheinfelden kauften. Heute wird das Stromnetz von Elektrizitätswerke Schönau (EWS) betrieben.
Die örtlich ansässigen Unternehmen haben sich im Jahr 2002 zu einem Initiativkreis Oberes Wiesental (IOW) zusammengeschlossen, um gemeinsam die Infrastrukturen des Oberen Wiesentals sowohl für die ansässigen Unternehmen als auch für die hier lebenden Menschen attraktiv zu gestalten.

### Gericht
Das Amtsgericht Schönau gehört zum Landgerichtsbezirk Waldshut-Tiengen und Oberlandesgerichtsbezirk Karlsruhe.

### Bildung
Neben einem städtischen Gymnasium verfügt Schönau mit der Buchenbrandschule über eine Grundschule und in Kooperation mit Todtnau über eine Gemeinschaftsschule. Außerdem gibt es drei Kindergärten im Ort.

### Freibad
Schönau verfügt über ein im Jahre 2016 grundlegend saniertes, beheiztes Freibad, welches komplett in Edelstahl ausgekleidet wurde. Neben Ein- und Dreimeter-Sprungbrettern, einem eigenen Kleinkinderbereich sowie weiteren Wasserattraktionen bietet das Freibad mit einer 5 Meter hohen und 20,4 Meter langen Breitwellenrutsche die größte Anlage dieser Art im Landkreis Lörrach. Sie ist komplett aus Edelstahl gefertigt.

## Persönlichkeiten

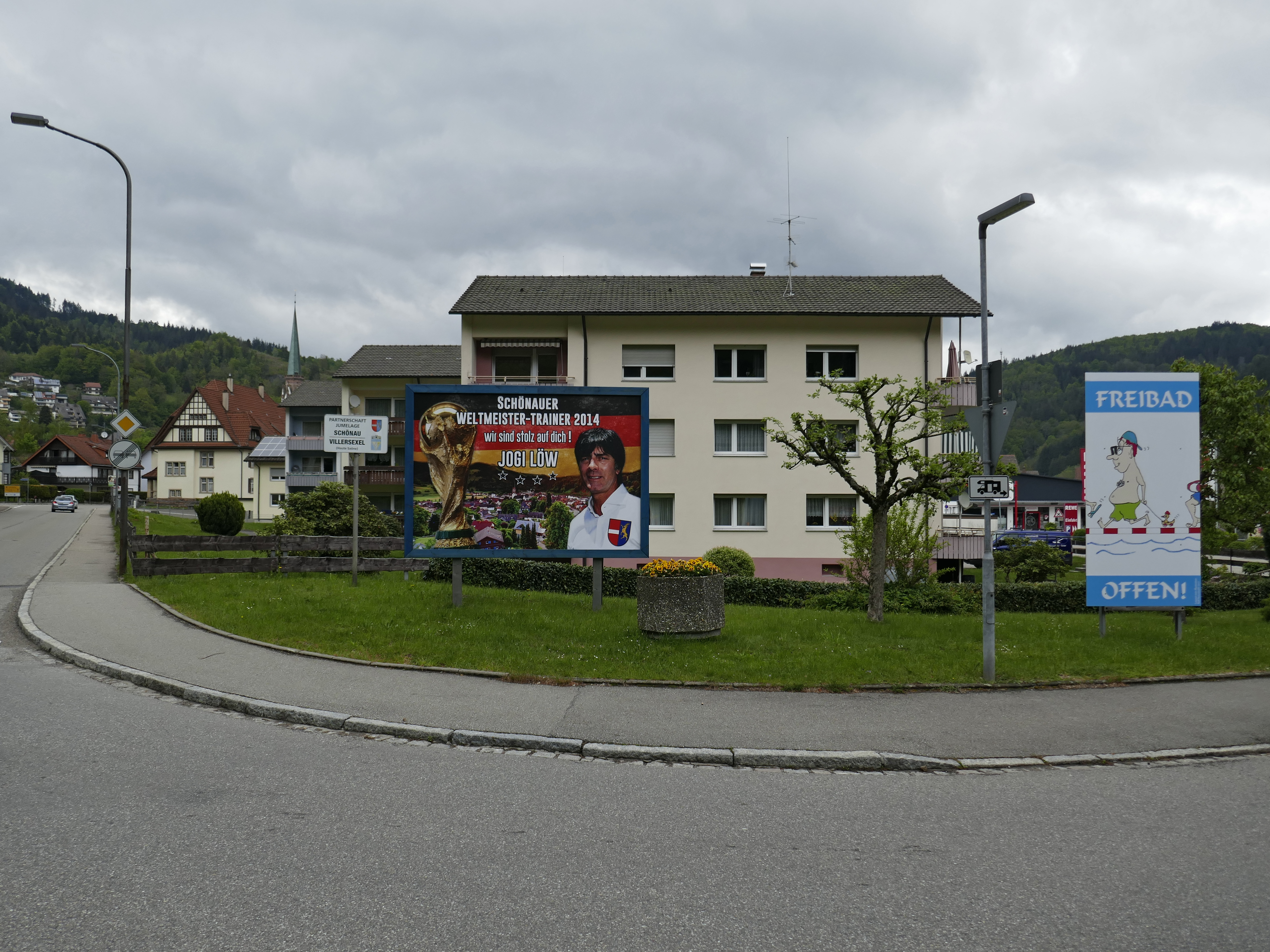
Schönau ist stolz auf Weltmeister-Trainer Jogi Löw (Friedrichstraße Ecke Bahnhofstraße)

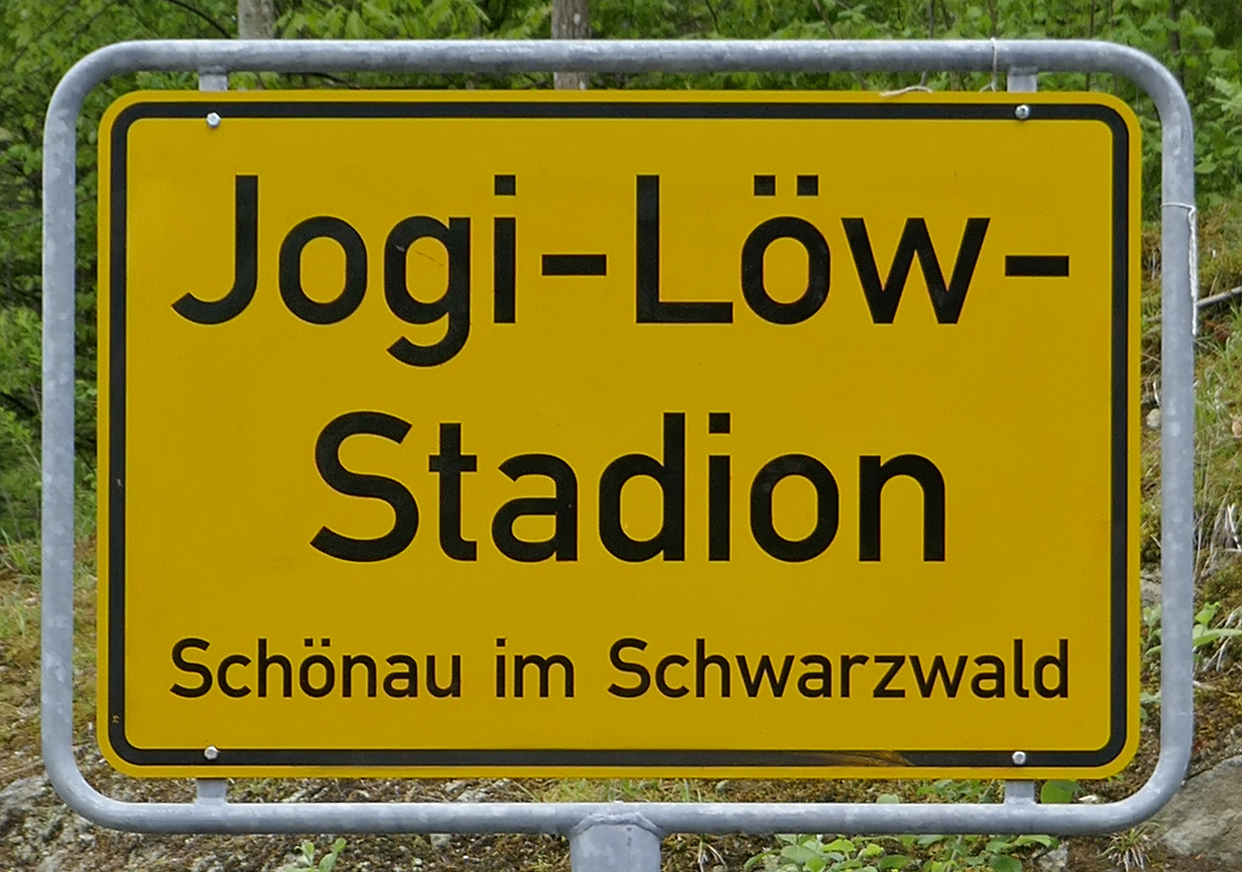
Jogi-Löw-Stadion, FC Schönau 08

### Ehrenbürger
- Adolf Dießlin (1853–1917), Großherzoglicher Forstmeister
- Josef Eduard Schlageter (1855–1938), Landwirt (Vater von Albert Leo Schlageter)
- Eduard Böhler (1878–1964), Geistlicher Rat
- Friedrich Alfons Rueb (1925–2015), Gründer der Firma Frisetta (heute Teil der Celanese Services Germany GmbH in Utzenfeld)
- Anton Gromer (* 1931), ehemaliger Geschäftsführer der Firma Heinzmann
- Joachim Löw (* 1960),  Bundestrainer der deutschen Fußballnationalmannschaft (2006–2021), Weltmeister als DFB-Teamchef im Jahr 2014[13]

### Söhne und Töchter der Stadt
- Caspar Molitoris (1504–1571), Abt des Klosters St. Blasien
- Ludwig „Louis“ Ganter (1841–?), 1865 Gründer der Brauerei Ganter in Freiburg im Breisgau
- Fridolin Dietsche (1861–1908), Bildhauer
- Heinrich Steiger (1862–1943), Politiker und preußischer Staatsminister für Landwirtschaft (Zentrum)
- Karl Geiler (1878–1953), Rechtswissenschaftler und Politiker
- Erich Walter Killinger (1893–1977), Marineoffizier
- Franz Bläsi (1893–1963), Pädagoge und Politiker (CDU), Oberbürgermeister von Bruchsal, Landtagsabgeordneter
- Albert Leo Schlageter (1894–1923), Freikorpskämpfer
- Helmut Himpel (1907–1943), Widerstandskämpfer gegen den Nationalsozialismus; gehörte zum Kreis der Roten Kapelle
- Klaus-Dieter Osswald (1937–2023), Politiker und Bundestagsabgeordneter
- Hans-Peter Schulzke (* 1957), ehemaliger Fußballspieler
- Joachim Löw (* 1960), Fußballspieler und -trainer; 2006–2021 Bundestrainer der deutschen Fußballnationalmannschaft
- Markus Löw (* 1961), ehemaliger Fußballspieler und heutiger -trainer
- Jörg Steinebrunner (* 1971), ehemaliger Jugendnationalspieler, heute internationaler Fußballtrainer in Kambodscha (Cambodian Premier League)

### Persönlichkeiten, die vor Ort gewirkt haben oder wirken
- Theodor Humpert (1889–1968), Historiker, Lehrer in Schönau 1914–1920
- Gerhard Bassler (1917–2000), deutscher Maler
- Michael Sladek (1946–2024), Arzt und Umweltaktivist; Mitbegründer der EWS Schönau
- Ursula Sladek (* 1946), Mitbegründerin der EWS Schönau